# 三重の獅子舞
三重の獅子舞（みえのししまい）とは、佐賀県佐賀市諸富町大字為重の新北神社に伝わる獅子舞。毎年、10月中の日曜日に五穀豊穣を願って奉納されている。
1964年（昭和39年）5月23日には佐賀県の重要無形民俗文化財に指定されている。1985年（昭和61年）10月5日には、第28回九州地区民俗芸能大会で諸富町無形文化財保存会が佐賀県代表として「三重の獅子舞」を披露した。

## 祭りの由来
約600年前に越後国（新潟県）から伝わり、江戸時代に蓮池藩主鍋島直澄が川副郷三重の川副代官に伝授させたといわれている。ただし、越後国に同系統の獅子舞は伝承されておらず、確かなものとはいえない。
肩車や東部に人を乗せる二段継ぎ、三段継ぎなどで高く舞われることもあるなど曲芸的な要素があり 「特異な民俗芸能」と説明する資料もある。

## 役名
獅子舞の諸役は、奉行、世話役、どら、鼓、笛、高張提灯（たかはりちょうちん)持ち、めずり、獅子使いなどがあり、総勢60名以上で、いずれも三重の青壮年が中心となるが、1991年時点で三重地区だけでは若者が不足しているため、近隣の地区からの応援も含めて伝承している。めずりとは獅子をなだめる役のことで、児童が担う場合もある。

## 衣装
奉行役は紋付に陣笠をかぶる。どら役は裃に笠をかぶって、白足袋を履き、草履の緒は白紙と白い布を巻いて、胸の前に薄手の太鼓を吊るす。鼓役と笛役はどらと同じ衣装である。なお、『諸富町史』(1984)発行当時には鼓の役はなくなっており、笛も立笛になる変化があった。
獅子をあやすめずり役は紋付に野袴、豆絞りの後鉢巻の姿で、めずり竹を2本持つ。めずり竹は約1 mの小竹でできており、赤青だんだらの色紙を巻き、両端に紙製の房が付いている。獅子使いは、紺の法被にパッチ、法被の背には「獅子」の文字があって、帯は黄色である。

## 獅子
獅子頭の大きさは幅39 cm・高さ45 cm、重さは約7.6 kg。顎の部分は木製だが、他の部分は重ねた和紙に漆をかけて作られている。額には多くの細い紙垂（しで）を垂らしている。雄獅子は青緑色で口を開き、もう一方の雌獅子は赤褐色で口を閉じている。頭の内部には「いさみ」と呼ばれる金具がはめてある。これは鉄製の横棒に7つの銅製の環がかけられたもので、頭を強く振ることで音が出るしくみ。
「獅子の着物」と呼ばれる幌の部分は、長さが約4.5 m、前垂れが約1.8 mある。頭と同系色で、直径4 cmほどの白い綿玉がところどころに付けられている。また、イチブの皮を細く裂いて作った尾がついている。